# معركة أريحا
معركة أريحا حسب القصة التناخية هي أول معركة حاربت فيها طوائف بني إسرائيل في غزوهم لكنعان حسب ما ذكر في العهد القديم. جاء وصف المعركة في سفر يشوع والأحاديث النبوية الإسلامية، وقد أصبحت المعركة من أبرز المراجع الثقافية الحديثة التي جاءت من العهد القديم.

## الدلائل الأثرية
أظهرت أعمال التنقيب التي تمت في موقع أريحا أن الموقع لم يكن مسكوناً في القرن الثالث عشر قبل الميلاد (الفترة المفترضة للمعركة حسب الديانة اليهودية)، وأن البلدة الأقدم والتي كانت قائمة في العصر البرونزي المتأخر أي في القرن الرابع عشر قبل الميلاد، كانت تجمع سكني بسيط جداً من حيث الحجم والعمارة[بحاجة لمصدر].ولم تكن هذه البلدة مسورة أيضاً، ولم توجد أي آثار تدل على حدوث تدمير للبلدة قبل تخلي سكانها عنها تدريجياً[بحاجة لمصدر]، كما حدث للكثير من مواقع السكن في منطقة غرب آسيا، نتيجة لتدهور الأوضاع الاقتصادية والسياسية والاجتماعية، والذي يرحج حدوثه لتبدلات مناخية (1).

## رواية العهد القديم

### التجسس على أريحا
قبل عبوره إلى الضفة الغربية من نهر الأردن، أرسل يوشع جاسوسيَن إثنيَن لاستطلاع ما يجري في المدينة. سمع ملك أريحا عن إثنين من طوائف بني إسرائيل يتجسسون في مدينته، فأمر بأن يُأتى بهما إليه. كانت وظيفتهم في المدينة أن يبحثوا عن مواقع الحراس، وعن أي شخص في المدينة يعادي الملك كي يساعدهم، كما كانوا يريدون معرفة نوعية أسلحة وأدرعة الحراس، والوقت الذي يبدلون فيه نوبتهم، وكمية الطعام والماء والتجهيزات في المدينة، وطول حوائط المدينة وعرضها، حتي يضعوا خطة التسلق عليها. اسم المرأة الزانية التي أخفت الجاسوسين هو راحاب، وقامت بحمايتهم حيث أخفتهم تحت السقف. بعدما أخرجوا من المدينة بسلامة، رجعا الجسوسان إلى يوشع وأخبراه أنه «قد خارت قلوب سكانها رعبا منا».

### المعركة
بعد عبوره لنهر الأردن، قاد يوشع بني إسرائيل في حصارهم لمدينة أريحا. أمر الله يوشع، حسب سفر يشوع، بالزحف حول المدينة مرة واحدة كل ستة أيام، مع القساوسة السبعة الذين كانوا يحملون قرون الأكباش بالسفينة. في اليوم السابع أمروا بأن يطوّقوا المدينة سبع مرات، وأن ينفخ القساوسة في قرونهم، وعندما طوّق يوشع المدينة، طلب من قومه ألاّ يطلقوا صيحة الحرب إلى أن يأمرهم بفعل ذلك.
في اليوم السابع، بعدما طوّقوا المدينة لسابع مرة، نفخ القساوسة في قرونهم، وأمر يوشع الناس بإطلاق الصيحة. انهارت أسوار مدينة أريحا مما سمح لبني إسرائيل بالقيام بهجوم مباشر عليها. دمرت المدينة بشكل كامل، وقتل كل من كان فيها من الرجال والنساء والأطفال حسبما ذكر في سفر يشوع. كانت راحاب وأهلها هم الوحيدون الذين لم يقتلوا، لأنها أخفت الجاسوسين الذي أرسلهم يوشع. أحرق يوشع أثار المدينة بعد ذلك، ولعن أي رجل يحاول إعادة بناء المدينة بلعنة وفاة إبنه الأول.

### نتيجة المعركة
يمثل سقوط أريحا أول نصر لبني إسرائيل في غزواتهم للمنطقة، واشتهر يوشع في كافة أنحاء كنعان. وبعد ذلك أرسل يوشع حملة على مدينة عاي، في غرب أريحا. بقيت أريحا مدينة مخربة، حتى أعاد بنائها حيئيل من بيت إِيل، حيث مات إبنه الأكبر أبيرام نتيجة للعنة يوشع، وعندما حُصنت المدينة مات إبنه الأصغر سجوب كذلك.

## الرواية الإسلامية

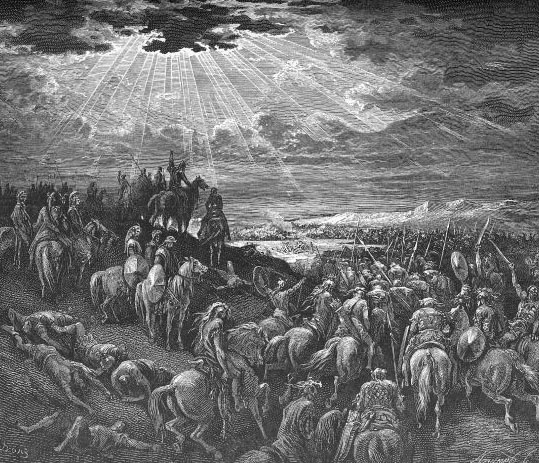
رسمة لغوستاف دوري - يوشع يطلب من الله حبس الشمس في السماء

يعتبر يوشع بن نون نبيّاً في الدين الإسلامي، وتذكر المعركة في الأحاديث النبوية الإسلامية. تتشابه النسخة الإسلامية للقصة مع النسخة المسيحية واليهودية. فحسب وجهة النظر الإسلامية، اجتاز يوشع ببني إسرائيل نهر الأردن إلى أريحا، وكانت من أحصن المدائن بسورها وأكثرها ناساً بأهلها، فحاصرها ستة أشهر.
وجاء في بعض الروايات بأنه في المعركة الأخيرة التي بدأت في يوم الجمعة، أوشك اليهود على تحقيق الانتصار، لكن الشمس قاربت على المغيب، ولأن اليهود لا يعملون ولا يحاربون يوم السبت فقد خشى يوشع أن يتلاشى النصر، فنظر إلى الشمس وقال: «إنك مأمورة، وأنا مأمور، اللهم احبسها علي». فتوقفت الشمس مكانها، وظلت واقفة إلى أن فتح الله عليه.
تذكر المعركة في صحيح مسلم، فقد روي أن محمد (صلى الله عليه وسلم) قال: «غزا نبي من الأنبياء فقال لقومه لا يتبعني رجل قد ملك بضع امرأة وهو يريد أن يبني بها ولما يبن ولا آخر قد بنى بنيانا ولما يرفع سقفها ولا آخر قد اشترى غنما أو خلفات وهو منتظر ولادها قال فغزا فأدنى للقرية حين صلاة العصر أو قريبا من ذلك فقال للشمس أنت مأمورة وأنا مأمور اللهم احبسها علي شيئا فحبست عليه حتى فتح الله عليه قال فجمعوا ما غنموا فأقبلت النار لتأكله فأبت أن تطعمه فقال فيكم غلول فليبايعني من كل قبيلة رجل فبايعوه فلصقت يد رجل بيده فقال فيكم الغلول فلتبايعني قبيلتك فبايعته قال فلصقت بيد رجلين أو ثلاثة فقال فيكم الغلول أنتم غللتم قال فأخرجوا له مثل رأس بقرة من ذهب قال فوضعوه في المال وهو بالصعيد فأقبلت النار فأكلته فلم تحل الغنائم لأحد من قبلنا ذلك بأن الله تبارك وتعالى رأى ضعفنا وعجزنا فطيبها لنا».